# Natanael Gyllenram
Natanael Gyllenram, tidigare Ram, född 17 mars 1686 i Danzig, död 20 februari 1746 i Kaga församling, Östergötlands län, var en svensk militär.

## Biografi
Gyllenram föddes 1686 i Danzig. Han var son till borgaren Ram i Danzig. Gyllenram blev dragon vid Taubes dragonregemente 1704, korpral 1705, rustmästare 1706 och slutligen förare vid nämnda regemente 1708. Han blev 28 november 1710 kornett vid Östgöta kavalleriregemente, 21 augusti 1711 löjtnant och 16 februari 1712 sekundärryttmästaren med fullmakt 10 november 1716. Den 15 juli 1715 blev han premiärryttmästare vid nämnda regemente. Den 12 mars 1717 adlades han tillsammans med sin bror Fredrik Gyllenram till Gyllenram och introducerades 1719 som nummer 1528. Gyllenram fick 5 januari 1720 majors titel och blev 22 februari 1734 avskedad som överstelöjtnant. Han avled 1746 på Gerstorp i Kaga församling och begravdes i Gerstorpsgraven i Kaga kyrka. Hans vapen sattes även upp i kyrkan.
Gyllenram ägde gårdarna Gerstorp i Kaga socken, Kvissberg i Vinnerstads socken, Bergsätter i Motala socken och Karlshult i Motala socken.
Under slaget i Poltava blev han tillfångatagen, men lyckades rymma 1710.

### Familj
Gyllenram gifte sig första gången 27 februari 1712 på Norsholm med Brita Christina Hult (1691–1731). Hon var dotter till bokhållaren Anders Persson Hult och Märta Jakobsdotter Egelman. De fick tillsammans barnen Maria Christina Gyllenram (1716–1776) som var gift med kaptenen Christoffer Fredrik von Scheven och landshövdingen Johan Råfelt, major Carl Fredrik Gyllenram (1718–1778), löjtnant Natanael Gyllenram (1719–1770), Otto Johan Gyllenram (1724–1724), Ebba Hedvig Gyllenram (1726–1780) som var gift med hovrättsrådet Frans Christian Crusebjörn, Adolf Maximilian Gyllenram (född 1727) och majoren Daniel Bernhard Gyllenram (1730–1800).
Gyllenram gifte sig andra gången 4 september 1737 på Bergsäter med Catharina Juliana Kugelhielm (1698–1741). Hon var dotter till kaptenen Bernt Gustaf Carl Kugelhilem och Brita Gustaviana Strijk. Catharina Juliana Kugelhielm var änka efter majoren Claes Gustaf von Delwig.
Gyllenram gifte sig tredje gången 30 juli 1741 med Eva Charlotta Sparre af Söfdeborg (1711–1779). Hon var dotter till riksrådet Claes Sparre och Sofia Lovisa Soop. Eva Charlotta Sparre var änka efter översten Hans Georg Mörner.